# Гідрофторид аргону
Гідрофтори́д арго́ну — перша відкрита і наразі (на 2014 рік) єдина відома хімічна сполука аргону, молекула якої електронейтральна. Хімічна формула {\displaystyle {\ce {HArF}}}. Дуже нестійка і розпадається вже за 17 К.

## Відкриття
Вперше синтезувала 2000 року група фінських хіміків під керівництвом Маркка Рясянена в університеті Гельсінкі. Про відкриття повідомлено в журналі Nature 24 серпня 2000 року. Існування сполуки підтверджено вивченням її інфрачервоного спектра поглинання.

## Отримання
Для синтезу цієї речовини суміш аргону і фтороводню, адсорбовану на підкладці з йодиду цезію за температури −265 °C (8 К) опромінили ультрафіолетовими променями.

## Властивості
Дуже нестійка сполука, що розкладається вже за температури вище −256 °C (17 К) на фтороводень і аргон. За іншими даними, розкладається за 27 К. Зважаючи на нестійкість, властивості, крім оптичних, практично не вивчено. Теоретично розраховані довжини зв'язків між атомами молекули: 0,133 нм для H-Ar і 0,197 нм для Ar-F. Передбачувана температура плавлення −246 °C (27 К).